# Конситуация
Конситуация (лат. co- вместе + ситуация) — термин, близкий по смыслу к контексту и обозначающий ситуативный контекст, то есть ситуация, которая позволяет уточнить и лучше понять значение определённых слов в данном предложении.

## Контекст и конситуация
Контекст и конситуация различаются своим характером: контекст представляет соотнесённость языковых элементов между собой, а конситуация — языковых с внеязыковыми (невербальными, ситуационанными и т. д.). Оба понятия иногда разграничиваются на два разных, однако оба они действуют совместно, не исключая друг друга, а наоборот, дополняя друг друга. И, что более важно, роль невербального компонента может быть решающей для семантизации определённого высказывания.